# Мери Шийпшанкс
Мери Шийпшанкс (на английски: Mary Sheepshanks) е английска поетеса и писателка на произведения в жанра съвременен и любовен роман. Пише и като Мери Никсън (Mary Nickson).

## Биография и творчество
Мери Никсън Шийпшанкс е родена през 1931 г. в Итън, Бъркшър, Англия. Отраства в „Итън Колидж“, където баща ѝ работи като домакин. Започва да пише още като дете, а първото ѝ стихотворение е публикувано в „Съндей Таймс“, когато е на 17 години.
През 1951 г. се омъжва за директора на училище „Съниндейл“ Чарли Шийпшанкс. Работят заедно в училището от 1953 до 1967 г., когато се преместват в Йоркшир, където съпругът ѝ поема семейното имение.
Първата ѝ стихосбирка „Patterns in the Dark“ е публикувана през 1990 г.
Първият ѝ роман „A Price for Everything“ е издаден през 1995 г.
През 2004 г. под моминското ѝ име е публикуван романа ѝ „Венецианската къща“.
Мери Шийпшанкс живее от 2006 г. със семейството си в Шотландия.

## Произведения

### Като Мери Шийпшанкс

#### Самостоятелни романи
- A Price for Everything (1995)
- Facing the Music (1996)
- Picking Up the Pieces (1997)
- Kingfisher Days (1998)
- Off Balance (2000)
- Dancing Blues to Skylarks (2004)

#### Детска литература
- Fishing for Spring (2012)

#### Поезия
- Patterns in the Dark (1990)
- Thinning Grapes (1992)
- Kingfisher Days
- Dancing Blues To Skylarks (2004)
- Fishing For Spring (2012)

#### Документалистика
- The Bird of My Loving (1997)
- Wild Writing Granny – A Memoir (2012)

### Като Мери Никсън

#### Самостоятелни романи
- The Venetian House (2004)
Венецианската къща, изд.: ИК „Бард“, София 2006, прев. Диана Кутева, Стамен Стойчев
- Secrets and Shadows (2006)
- Facing the Music (2007)